# Металічні корисні копалини України
Металі́чні ко́ри́сні копа́лини Украї́ни

## Чорні метали

### Залізні руди
Усього в Україні нараховується 53 родовища залізних руд, з яких 30 перебувають в експлуатації (58,6 % розвіданих запасів). Багаті залізні руди і залізисті кварцити добуваються на родовищах Криворізького, Кременчуцького та Білозірського залізорудних басейнів, до 1992 року використовувалися також "тютюнові" руди Керченського басейну.
Розвідані (підтверджені) запаси становлять 25,9 млрд тонн — близько 6 відсотків світових запасів і 29,9 % запасів країн СНД.

### Проблеми і завдання
Внаслідок закриття нерентабельних кар'єрів і шахт у Кривбасі виникли регіональні складні інженерні та екологічні проблеми, які пов'язані з підземними водами. Це не тільки економічна і екологічна, а й важлива соціальна проблема: населення майже мільйонного міста зайняте переважно на роботах, пов'язаних із добуванням та переробкою залізної руди. 
Основними завданнями цього напряму є:
- розвідка і передача у промислове освоєння нових родовищ переважно окислених кварцитів (Інгулецьке — як сировинна база комбінату окислених руд) та довивчення флангів родовищ, які розробляються;
- вивчення гідрогеологічних умов південної частини Кривбасу для вжиття ефективних заходів у боротьбі з водопритоками;
- довивчення вузьких зон лужного метасоматозу на залізорудних родовищах, які можуть бути джерелом видобутку скандію, ванадію або рідкісних земель;
- підготовка невеликих родовищ високоякісних легко збагачуваних магнетитових кварцитів у Кривбасі (Дальні західні смуги. Правобережні магнетні аномалії) та Приазов'ї (можливо за участю іноземних інвесторів).

## Марганцеві руди
За обсягами розвіданих запасів та видобутку марганцевих руд Україна посідає перше місце у СНД (75 відсотків запасів і 86 відсотків видобутку) і провідне у світі. Забезпеченість запасами окремих шахт та кар'єрів становить від 1 до 40 років. Розвідані та підготовлені до розвідки запаси марганцевих руд України (Нікопольський басейн та Токмацьке родовище) становлять 2,26 млрд тонн із середнім вмістом марганцю у них 23,1 %. Багатші (28,6 відсотка марганцю) і легко збагачувані окисні руди становлять лише незначну їх частину (15,2 %) — 0,33 млрд тонн, бідніші (21,9 % марганцю) і важко збагачувані карбонатні руди переважають у залишку запасів (77,3 %) — 1,76 млрд тонн.

### Проблеми і завдання
Існуюча структура запасів і технологія збагачення марганцевих руд не можуть задовольнити зростаючі потреби чорної металургії у вищих сортах марганцевих концентратів, передусім малофосфористих. Важливим стає також забезпечення хімічної промисловості так званими пероксидними високоякісними концентратами, що раніше завозились із Грузії. На розв'язання цих актуальних проблем спрямовано роботи з підготовки до промислового освоєння Федорівського родовища, з рудами, у складі яких велика частка (майже 98 %) оксидних та змішаних карбонатно-окисних, розташованого поблизу Нікопольського басейну. 
Основними завданнями цього напряму є:
- дорозвідка перспективних на окисні руди окремих ділянок родовищ;
- проведення геолого-економічної переоцінки марганцевих родовищ з урахуванням умов ринкової економіки;
- проведення гідрогеологічних режимних спостережень на території Нікопольського басейну;
- розв'язання геоекологічних проблем на території Васильківського району Запорізької області у районі розміщення Таврійського гірничо-збагачувального комбінату.

## Хромові руди
Підготовлених до промислового освоєння родовищ хромових руд України немає. Потенційні ресурсні можливості цих руд пов'язані з хромітоносними масивами гіпербазитів на Побужжі, де вже попередньо оцінено Капітанівське родовище. Його експлуатація дала б змогу частково забезпечити вітчизняні потреби власною хромовою та хромо-нікелевою сировиною. 

### Проблеми і завдання
Основними завданнями цього напряму є:
- розвідка Капітанівського родовища;
- тематичні роботи з аналізу та інтерпретації геолого-геофізичної інформації та оцінки перспективних ресурсів хромітів;
- пошуково-оцінювальні роботи на першочергових об'єктах Капітанівського рудного поля та розвідка двох найкращих з них після визначення промислового значення Капітанівського родовища.

У процесі цих робіт будуть оцінюватись супутні корисні копалини — золото, метали групи платини, боксити, вермикуліт.

## Кольоровіталегуючі метали

### Алюміній
Потенційні внутрішні ресурси алюмінійвмісної сировини (залізисті боксити Високопільського родовища у Дніпропетровській області, нефелінові руди у Приазов'ї, закарпатські алуніти, каолін та інші) згідно з попередніми техніко-економічними розрахунками не конкурентоспроможні порівняно з імпортною сировиною і не можуть бути рентабельно перероблені на вітчизняних підприємствах за діючими технологіями.
Для кінцевого визначення промислового значення Високопільського родовища, загальні ресурси якого оцінюються у 72 млн тонн, а розвідані запаси — 17 млн тонн, необхідно скласти спеціальне техніко-економічне обґрунтування, у якому розглянути всі можливі варіанти використання сировини, що вміщує глиноземи.
Як потенційна алюмінійвмісна сировина можуть розглядатися закарпатські алуніти за умови їх комплексного використання. 
На Державному балансі перебувають два великих родовища — Біганьське та Берегівське з розвіданими запасами алунітових руд відповідно — 290,3 млн тонн та 51,4 млн тонн, крім того, що у межах Берегівського рудного поля нараховується майже 10 алунітових родовищ і рудопроявів, пов'язаних з вторинними кварцитами.

### Проблеми і завдання
Основними завданнями цього напряму є:
- розвідка Біганьського родовища комплексних алуніт-барит-золото-поліметалічних руд;
- проведення робіт з пошуку бокситів у Придністров'ї.

## Мідь
Прогнозні потреби України в міді на 2005 — 2010 роки відповідно становитимуть 159,3 і 171,5 тис. тонн. На сьогоднішній день Україна не має розвіданих запасів мідних руд, але перспективи виявлення їх є досить значними. Вони пов'язані з самородною мідною мінералізацією у траповій формації Волинського рудного району, де вже визначилися як найперспективніші Рафалівський та Гірникський рудні вузли. 

### Проблеми і завдання
Основними завданнями цього напряму є:
- концентрування геологорозвідувальних робіт на території Волинського рудного району на самородну мідь у траповій формації;
- проведення пошукових і пошуково-оцінювальних робіт на Рафалівському і Гірникському рудних вузлах з підготовки перспективних рудопроявів (родовищ) до розвідки;
- розвідка одного із найкращих виявлених родовищ та підготовки його до промислового освоєння з орієнтовними запасами 1 млн тонн міді;
- проведення пошуково-ревізійних та пошуково-оцінювальних робіт на перспективних рудопроявах Донбасу в межах південно-західного крила Бахмутської котловини.

## Свинець і цинк
Потреби України у цих металах у найближчій перспективі (2010 рік) становитимуть: цинку до 66 тис. тонн, а свинцю до 14 тис. тонн.
Свинцево-цинкові руди досить високої якості відомі у двох регіонах України: у Закарпатті та у південно-східній частині Дніпровсько-донецької западини. Перспективи з отриманням свинцю та цинку пов'язуються із золото-поліметалічними родовищами Закарпаття. Однак експлуатація Мужіївського золото-поліметалічного родовища може забезпечити потреби країни тільки частково і то через 7-8 років після відпрацювання власне золотих руд.
Найперспективнішими об'єктами вважаються Біганьське комплексне алуніт-барит-поліметалічне родовище у Закарпатті та Біляївське у Харківській області.
У межах Біганьського родовища комплексних алуніт-барит-поліметалічних руд підраховано 381,1 тис. тонн цинку та 120,2 тис. тонн свинцю. Розроблено технологічну схему збагачення. Встановлено золотоносність поліметалічних руд.
У межах Біляївського родовища виділено рудний блок з неглибоким (до 500 м) заляганням руд для можливої першочергової виробки. В межах цього блоку попередньо розвідані запаси категорії Cz, що становлять 618 тис. тонн цинку та 265 тис. тонн свинцю. 

### Проблеми і завдання
Основними завданнями цього напряму є:
- виконання розвідувальних робіт на Біганьському та Біляївському родовищах;
- проведення пошуково-оцінювальних робіт на Новодмитрівському рудопрояві;
- проведення пошуково-оцінювальних робіт на флангах Біляївського родовища для розширення сировинної бази майбутнього гірничо-збагачувального комбінату.

## Нікель і кобальт
Річні потреби України у нікелі в перспективі зростатимуть від 5 тис. тонн у 2001 році до 6,6 тис. тонн у 2010 році.
Кобальт в Україні, як і більшості країн світу, не створює самостійних родовищ, а міститься у нікелевих рудах та продуктах їх переробки (феронікель — із силікатних руд; нікелевий концентрат — із сульфідних руд).
Родовища обох металів на території України представлені силікатними рудами кори вивітрювання гіпербазитів і зосереджені у двох районах: у Середньому Побужжі (Кіровоградська область) та Середньому Придніпров'ї (Дніпропетровська область).
Перспективи сульфідної нікеленосності України обмежені, але деякі передумови виявлення промислових родовищ сульфідного нікелю є (Український щит Красногірсько-Житомирської зони та Приазов'я).
Залишки активних запасів нікелю в Середньому Побужжі становлять понад 60 тис. тонн, тобто завод забезпечено сировиною на 9-10 років.
У районі Побузького нікелевого заводу виявлено кілька нових родовищ і перспективних ділянок із загальними перспективними ресурсами 52 тис. тонн.

### Проблеми і завдання
Основними завданнями цього напряму є: 
- проведення розвідки на найперспективніших Західнолащовській і Північнолиповеньківській ділянках та продовження пошукових і пошуково-оцінювальних робіт на перспективних ділянках для відкриття нових родовищ, розташованих поблизу Побузького нікелевого заводу;
- проведення додаткових технологічних випробувань на Прутівському родовищі мідно-нікелевих сульфідних руд;
- вивчення базит-гіпербазитових масивів у процесі геологозйомочних робіт.

## Молібден
Україна не має розвіданих родовищ молібдену і вся потреба забезпечується поставками його з країн СНД. Однак у межах Українського щита є перспективні площі і навіть конкретні перспективні рудопрояви, підготовлені до розвідки і подальшого освоєння. Це, в першу чергу, Вербинський і Устинівський рудопрояви в північно-західній частині Українського щита та Східносергіївський рудопрояв у Середньому Придніпров'ї.
В останні роки у Східноприазовському блоці Українського щита у субвулканічних структурах виявлено рудопрояви молібдену, вольфраму, вісмуту, свинцю, срібла та інших металів. Виявлення нового перспективного типу вольфрам-молібденового зруденіння значно збільшує перспективи України на відкриття власних промислових родовищ вольфраму і молібдену. 
У 1986-1990 роках Морська геологознімальна партія Причорноморської пошуково-знімальної експедиції на борту науково-дослідного судна «Топаз» провела геолого-геофізичні дослідження континентального схилу і глибоководної западини північно-західної частини Чорного моря. В результаті літо-геохімічних досліджень була виявлена перспективність сапропелевих відкладень нижньо-чорноморського підгоризонту на молібден.

### Проблеми і завдання
Основними завданнями цього напряму є:
- на північному заході Українського щита в Устинівському рудному полі продовження пошукових і пошуково-оцінювальних робіт на перспективних рудопроявах — Устинівському, Високому та інших і розвідка Вербинського родовища для підготовки його до промислового освоєння;
- на Східносергіївському рудопрояві завершення комплексу бурових, технологічних досліджень, проведення прогнозної геолого-економічної оцінки рудопрояву і складання техніко-економічних міркувань доцільності гірничо-бурової розвідки паралельно з розвідкою Сергіївського золоторудного родовища з його гірничих виробок;
- на рудопроявах (ділянках) Східного Приазов'я проведення пошукових робіт для виявлення нових і оконтурення виявлених об'єктів, а з 2004 p. — комплексу оцінювальних робіт для визначення їх промислового значення.

## Олово і вольфрам

### Олово
Потреби України в олові становлять 600 — 800 тонн на рік.
Перспективи відкриття промислових родовищ олова пов'язуються з рудовмісними структурами Сущано-Пержанської зони. Серед них рудопрояви Кар'єр, Західне, Гірниче та інші.

### Проблеми і завдання
Основними завданнями цього напряму є:
- проведення комплексу бурових, мінералого-петрографічних і технологічних досліджень на родовищах;
- проведення геолого-економічної оцінки і визначення доцільності розвідки на Західному і Гірничому рудопроявах.

## Вольфрам
Потреби України у вольфрамовій продукції на найближчу перспективу становлять 435 — 480 тонн.
В останні роки у Східному Приазов'ї визначено перспективні прояви вольфраму. 

### Проблеми і завдання
Основними завданнями цього напряму є:
- проведення пошукових робіт літогеохімічними методами з проходженням поверхневих гірничих виробок та свердловин з комплексом геофізичних досліджень.

В Україні створено потужну мінерально-сировинну базу титану — це 40 родовищ, з яких 12 детально розвідано і розпочато промислове добування.
Видобування титанових (ільменітових) концентратів здійснюють Іршанський гірничо-збагачувальний комбінат у Житомирській області та Вільногірський державний гірничо-металургійний комбінат у Дніпропетровській області. Їх спільна потужність становить майже 20 % світового випуску ільменітових концентратів і може повністю забезпечити потреби України та вигідний експорт.
Розвіданими запасами титанових руд обидва комбінати забезпечені на далеку перспективу. Однак проблема полягає в дефіциті руд із свіжим ільменітом, з якого можна отримувати високоякісні та конкурентоспроможні пігменти за технологією діючих сірчанокислотних виробництв у Сумах та в Криму. Запаси таких руд в Україні пов'язані, в основному, з великим Стремигородським корінним родовищем, підготовленим до промислового освоєння, та меншим за розмірами Федоровським родовищем, розвідка якого завершується. Експлуатація цих родовищ дасть змогу одночасно отримувати дефіцитний апатитовий концентрат, а також рідкісні землі у апатитовому концентраті, ванадій та скандій — в ільменітовому.
Проте для експлуатації цих родовищ необхідне капітальне будівництво нових рудників та збагачувальних фабрик, що потребує значних інвестицій і часу. 
Основними завданнями цього напряму є:
- підготовка до промислового освоєння Тростянецького розсипного родовища ільменіту;
- розвідка і підготовка до промислового освоєння Тарасівського розсипного родовища комплексних циркон-титанових руд у Київській області.

Поряд з титаном, вилученим з ільменітових і рутилових концентратів, передбачається також вилучення ванадію. Технологія його вилучення давно розроблена, однак у промисловості ще й досі не реалізована.

## Літій
Україна має значні запаси і перспективні ресурси літію. Орієнтовно погреби карбонату літію становлять (в розрахунку на метал) 100 — 200 тонн. Збільшаться потреби у петалітовому концентраті для виробництва спецскла і спецкераміки — десятки тис. тонн.
У 1994 році Мінпромом України було запропоновано підготувати до промислового освоєння Шевченківське родовище літієвих руд у Запорізькій області. Проведено оцінку і складено порівняльне техніко-економічне міркування Полохівського родовища літію в Кіровоградській області. За економічними показниками ці два родовища заслуговують на промислове освоєння, однак за більшістю критеріїв Полохівське родовище має ряд переваг.
Освоєння Полохівського родовища петалітових руд могло б не тільки забезпечити потреби у літії різних галузей промисловості, але і збільшити її експортний потенціал. 

### Проблеми і завдання
Основними завданнями цього напряму є:
- завершення пошуково-оцінювальних робіт на Полохівському родовищі;
- проведення розвідки та підготовки родовища до промислового освоєння.

## Тантал і ніобій
Україна володіє значними ресурсами танталу і ніобію в північно-західній частині Українського щита, в межах Кіровоградського блоку та в Приазов'ї. Найбільш ґрунтовно вивчено об'єкти Приазов'я, що мають значні ресурси і запаси, а також сприятливі гірничо-геологічні і гідрогеологічні умови для його розробки. За умови комплексного використання цих запасів (цирконій, нефелін, польовий шпат) родовище може рентабельно експлуатуватися.
Найбільш досконало вивчено значне за розмірами Мазурівське родовище, яке розташоване у Донецькій області поруч з Донецьким хіміко-металургійним заводом. Ведеться розвідка для підготовки родовища до промислового освоєння, отримано приріст промислових запасів категорії С1.
Значний ресурсний потенціал мають недостатньо вивчені кори вивітрювання у метасоматитах Сущано-Пержанської зони, де разом з ніобієм знаходяться рідкісні землі, тантал та інші метали.
Невеликі за розмірами, але з високим вмістом танталу (0,10 — 0,15 %), рудопрояви відкрито у межах Ганівсько-Звенигородської зони (Мостове, Копанки, Вись та інші).

### Проблеми і завдання
Основними завданнями цього напряму є:
- завершення розвідки Мазурівського родовища, розробка техніко-економічного обґрунтування постійних кондицій, складання звіту та затвердження (апробація) запасів у Державній комісії по запасах корисних копалин України;
- проведення пошукових та пошуково-оцінювальних робіт у Сущано-Пержанській зоні для визначення промислового значення кор. вивітрювання з рідкіснометальним комплексним зруденінням;
- проведення пошукових і пошуково-оцінювальних робіт у межах Ганнівсько-Звенигородської зони для визначення доцільності проведення подальших робіт на танталове багате зруденіння.

## Рідкісні землі та ітрій
П'ятнадцять лантаноїдів і близький до них ітрій становлять групу рідкісних земель, або рідкісноземельних металів. Попит на ці метали постійно зростає. Прогнозуються потреби в Україні рідкісних земель (у розрахунку на метал) 60 тонн у 2005 році і 115 тонн у 2010 році.
У Приазовській частині Українського щита відкрито Азовське родовище рідкісних земель, що вивчається. За результатами пошуково-оцінювальних робіт складено попередні техніко-економічні міркування. 

### Проблеми і завдання
Основними завданнями цього напряму є:
- завершення пошуково-оцінювальних робіт і підготовка до дослідно-промислової експлуатації великого Азовського родовища цирконіє-рідкісноземельних руд;
- здійснення оцінки рідкісноземельних руд у корах вивітрювання Сущано-Пержанської зони, що знаходяться на північному заході Українського щита.

## Цирконій і гафній
Ці два метали мають близькі фізико-хімічні властивості (вогнетривкість, інертність тощо). Гафній не має власних мінералів, але є постійною домішкою у мінералах циркону при середньому співвідношенні їх оксидів 1:50.
Власні потреби промисловості України у 1998 році становили 90 тонн цирконію при виробництві 180 тонн. У 2005 — 2010 роках прогнозується збільшення виробництва до 360 тонн.
На запасах Малишевського розсипного родовища давно працює Вільногірський гірничометалургійний комбінат, який постачає цирконові концентрати та продукти їх первинної переробки. 

### Проблеми і завдання
Основними завданнями цього напряму є:
- підготовка Тарасівського розсипного родовища у Київській області до розвідки його комплексних ільменітоцирконорутилових руд та проведення її у 2002 — 2007 роках; проведення додаткового вивчення корінних родовищ у Приазов'ї — рідкіснометальному Мазурівському та рідкісноземельному Азовському.

## Дорогоцінні метали та алмази

### Золото та срібло
В Україні виділяються три золотоносні провінції: Карпати, Донбас та Український щит.
Карпати є однією з найбільш досконало вивчених провінцій. Тут розвідано запаси золота у кількості майже 55 тонн — Мужіївське родовище та родовище Сауляк.
Мужіївське золотополіметалічне родовище введено у промислове освоєння в 1999 році. Безпосередньо до Мужіївського родовища прилягає Берегівське золотополіметалічне родовище, яке має руди аналогічного складу. В межах єдиною гірничого відводу Мужіївського шахтного поля вже на першому етапі можна довести запаси до 80-100 тонн золота, 1000 тонн срібла та близько 2,5 млн тонн свинцю та цинку.
Родовище Сауляк попередньо розвідане двома горизонтами штольневих виробок, з поверхні — розчистками. Виявлено і розвідано поки три рудних тіла. Прогнозні ресурси категорії P1 визначаються у 35 тонн і категорії Р2 — 65 тонн.
За попередніми оцінками фахівців, загальні ресурси Карпатської провінції визначаються: золота — 400 тонн, срібла — 5,5 тис. тонн, свинцю — 2,7 млн тонн, цинку — 5,3 млн тонн.
Золотоносність Донбасу вивчається давно, але через відсутність ґрунтовних досліджень немає однозначної оцінки. Загальні прогнозні ресурси Донбасу визначаються у 400 тонн золота. Тут відкрито невелике за запасами Бобриківське родовище золото-сульфідних руд.
Головною золотоносною провінцією України є Український щит, загальні прогнозні ресурси якого визначаються у 2400 тонн золота. Тут найбільш досконало вивчено шість родовищ: Майське, Клинцівське, Юр'ївське, Сергіївське, Балка Золота та Балка Широка. Ресурси, оцінені в їх межах, становлять понад 620 тонн золота.
Розсипопрояви золота виявлені також у донних відкладах
Північно-Західного шельфу Чорного моря.

### Проблеми і задання
Основними завданнями цього напряму є:
- активізація геологорозвідувальних робіт у Закарпатті для надійного забезпечення Мужіївського державного золотополіметалічного комбінату запасами промислових категорій власне золотих руд і збільшення перспективних ресурсів району та підготовка до експлуатації Бобриківського родовища у Донбасі;
- посилення пошукових, пошуково-оцінювальних робіт у Донбасі для вивчення теригенно-карбонатних товщ Південного Донбасу, перспективних на багаті руди типу карлін;
- продовження пошукових і пошуково-оцінювальних робіт на Українському щиті в перспективних структурах як відомих рудних полів і зон (Верхівцевська, Сурська і Чортомлицька зеленокам'яні структури Середнього Придніпров'я, Саврансько-Капустинське, Клинцівсько-Юр'ївське рудні поля в гнейсових товщах), так і потенційних рудних полів у перспективних структурах інших районів Українського щита;
- проведення пошукових та пошуково-оцінювальних робіт на перспективних ділянках Берегівського і Вишковського рудних полів, а також на площах і ділянках Рахівського рудного району, розвідка Берегівського родовища, а також флангів Мужіївського родовища; вивчення чорносланцевих товщ Донбасу, перспективних на виявлення родовищ типу Кокпатас, Бакирчик, Мурун-Тау.

## Платиноїди
Необхідність оцінки перспективних геологічних формацій України на метали платинової групи викликана постійним розширенням використання їх у багатьох галузях науки і техніки.
На теперішній час в Україні розвіданих запасів металів платинової групи немає. Не відомі також конкретні ділянки для відкриття родовищ, хоча є досить високі загальні перспективи платиноносності різних геологічних формацій. 

### Проблеми і завдання
Основними завданнями цього напряму є:
- створення власної лабораторної бази і починаючи з 2004 року організація масових цілеспрямованих пошуків металів платинової групи у процесі виконання усіх видів геологорозвідувальних робіт;
- проведення цільових пошукових робіт на метали платинової групи на локальних площах і об'єктах з оцінкою їх перспективи;
- проведення розвідування одного з родовищ металів платинової групи, або здійснення геолого-економічної оцінки за високими промисловими категоріями як супутнього компонента у комплексному родовищі.

Основними завданнями цього напряму є:
- виявлення за комплексом методів алмазоносних площ;
- концентрація основних обсягів пошукових робіт на вже відомих площах, у першу чергу в межах Східного Приазов'я, Волино-Подільської плити, північно-західній і центральній частинах Українського щита.